# پولانوو (استان اشوی‌داشکسیه)
پولانوو (به لهستانی: Polanów) یک منطقهٔ مسکونی در لهستان است که در گمینا سامبوژتس واقع شده‌است. پولانوو ۳۳۴ نفر جمعیت دارد.